# Ophiacantha stellata
Ophiacantha stellata is een slangster uit de familie Ophiacanthidae.
De wetenschappelijke naam van de soort werd in 1875 gepubliceerd door Theodore Lyman.